# Pachyneuron californicum
Pachyneuron californicum är en stekelart som beskrevs av Girault 1917. Pachyneuron californicum ingår i släktet Pachyneuron och familjen puppglanssteklar. Inga underarter finns listade i Catalogue of Life.